# György Doros
György Doros (Odorheiu Secuiesc, 2 aprile 1890 – Budapest, 6 agosto 1945) è stato uno schermidore ungherese, vincitore di una medaglia di bronzo ai Campionati Internazionali di scherma.